# Bystropogon plumosus
Bystropogon plumosus — вид квіткових рослин з родини глухокропивових (Lamiaceae).

## Етимологія
plumosus: епітет, який натякає на волоски, які з'являються на рослині.

## Біоморфологічна характеристика
Рослини Bystropogon вирізняються своїми простими листками та крихітними квітками, які розташовані в більш-менш кулястих суцвіттях. У кожній квітці є чотири плідні тичинки і віночок з різними верхніми й нижніми пелюстками, білий чи рожевий.
Bystropogon plumosus вирізняються в межах роду своїми гілками та листковими ніжками, з довгим волоссям, його листям із сильним м'ятним запахом і його квітами, які розташовані у волотях із дихотомічним розгалуженням. 

## Поширення
Ендемік Канарських островів (Тенерифе).